# Gerard Malanga
Gerard Joseph Malanga (nascut el 20 de març de 1943) és un poeta, fotògraf, cineasta curador i arxiver italo-americà.
Malanga va néixer al Bronx de pares immigrants italians. Va estudiar a School of Industrial Art de Manhattan. El seu professor i poeta Daisy Aldan el va introduir en el món de la poesia. Va assistir a la Universitat de Cincinnati en el seu College d'Art & Disseny (1960), i va tenir la mentoria del poeta Richard Eberhart. Després van ser els seus mentors Willard Maas, i la seva esposa Marie Menken. El juny de 1963, va començar a treballar amb Andy Warhol en una relació laboral que va durar set anys.

## Andy Warhol i The Factory
Gerard Malanga treballà estretament amb Warhol durant el període més creatiu de l'artista, des de 1963 a 1970.
Malanga va estar involucrat en totes les fases del procés creatius de Warhol en la pintura en el cinema. Va actuar en molts del primers films de Warhol, incloent Kiss (1963), Harlot (1964), Soap Opera (1964), Couch (1964), Vinyl (1965), Camp (1965), Chelsea Girls (1966); i va coproduir Bufferin (1967) Malanga pva actuar combinant Lee Harvey Oswald i Jack Ruby en el film de Warhol Since (1966). També el 1966, va fer la coreografia de Velvet Underground per a la presentació multimèdia de Warhol, The Exploding Plastic Inevitable. El 1969, Malanga va ser un dels cofundadors, junt amb Warhol i John Wilcock, de Interview magazine. El desembre de 1970, Malanga va deixar l'estudi de Warhol per a continuar treballant en la fotografia.

Durant el decurs dels anys treballant amb Warhol i després, Malanga rodà i produí 12 films propis. El seu arxiu personal conté els registres cinematogràfics a The Factory.

## Obres

### Poesia
- Screen Tests: A Diary (amb Andy Warhol) (1967)
- The Last Benedetta Poems (1969)
- Gerard Malanga Selbsporträt eines Dichters (1970)
- 10 Poems for 10 Poets Black Sparrow Press (1970)
- chic death (1971)
- Wheels of Light (1972)
- The Poetry of Night, Dawn and Dream/Nine Poems for César Vallejo (1972)
- Licht/Light (1973, bilingüe)
- Incarnations: Poems 1965-1971 (1974)
- Rosebud (1975)
- Leaping Over Gravestones (1976)
- Ten Years After: The Selected Benedetta Poems (1977)
- 100 years have passed (1978)
- This Will Kill That (1983)
- Three Diamonds Black Sparrow Press (1991)
- Mythologies of the Heart, Black Sparrow Press (1996)
- No Respect: New & Selected Poems 1964-2000, Black Sparrow Press (2001)
- AM: Archives Malanga, Volumes 1, 2, 3 & 4 (2011)
- Three Broadside Poems, Bottle of Smoke Press, (2013)
- Malanga Chasing Vallejo: Selected Poems:Cesar Vallejo:New Translations and Notes: Gerard Malanga.Three Rooms Press.Bilingual edition edition(2014)
- Tomboy & Other Tales, Bottle of Smoke Press, (2014)

### Editor
- The Brief Hidden Life of Angus MacLise
- The Collected Poetry of Piero Heliczer

### Fotografia
- Screen Tests/A Diary, in collaboration with Andy Warhol (1967)
- Six Portraits (1975)
- Portrait: Theory (With Robert Mapplethorpe, David Attie, and others) (1981)
- Autobiography of a Sex Thief (1985)
- Good Girls (1994)
- Seizing the Moment (1997)
- Resistance to Memory (1998)
- Screen Tests Portraits Nudes 1964-1996 (2000)
- Someone's Life (2008)
- Photobooths (Waverly Press, NYC, 2013)
- Ghostly Berms (Waverly Press, NYC, 2013)

### Biografies
- Long Day's Journey into the Past
- Gunnar B. Kvaran speaks with Gerard Malanga (2008)
- Souls (2010)
- Gerard Malanga by Lars Movin (2011)

### Films
- Academy Leader (1964)
- Andy Warhol: Portraits of the Artist as a Young Man (1965)
- Prelude to International Velvet Debutante (1966)
- Portrait of Giangiacomo Feltrinelli (1966). World premiere: Vienna International Film Festival, 2005.
- In Search of the Miraculous (1967)
- The Recording Zone Operator (1968, incomplete)
- The filmmaker records a portion of his life in the month of August (1968)
- Preraphaelite Dream (with music by Angus MacLise, 1968)
- The Children (AFI grant with music by Angus MacLise, 1969)
- April Diary (1970)
- Vision (incorporating Bufferin, 1976)
- Gerard Malanga's Film Notebooks, with music by Angus MacLise (2005). World premiere: Vienna International Film Festival, 2005.